# Paolo Poggi
Paolo Poggi (ur. 16 lutego 1971 w Wenecji) – były włoski piłkarz, podczas swojej kariery grał na pozycji napastnika.
W Serie A rozegrał 245 spotkań i zdobył 50 bramek.